# Morten Andersen (rigsdagsmedlem)
 Der er flere personer med dette navn, se Morten Andersen.
Morten Andersen (11. maj 1814 på Haldgaard i Idskov ved Sæby – 31. maj 1896 i Aarhus) var en dansk skolelærer og politiker.
Morten Andersen var søn af gårdfæster Anders Thomsen, gik på Snedsted Seminarium, hvorfra han tog eksamen 1834. Han var dernæst huslærer hos provst Sørensen i Karby på Mors og blev 1836 skolelærer i Øster Jølby sammesteds. Året efter blev han forflyttet til Valsgård ved Hobro og i 1856 Mårslet, hvor han indgik i kredsen omkring Lars Bjørnbak. 1877 tog han afsked fra lærergerningen. 1862-67 var han medlem af sogneforstanderskabet i Mårslet og 1871 medstifter af sognets sparekasse, hvor han var revisor. Fra 1852 til 1892 var han distriktskommissær i Geert Winthers Brandforsikring for rørlig Ejendom, først i Valsgård og senere i Mårslet.
Han var folketingsmand for Aalborg Amts 4. valgkreds (Årskredsen) fra 4. august 1852 til 14. juni 1858. Han stillede sig allerede ved et suppleringsvalg i december 1851, som skulle finde en erstatning for pastor J.F. Jørgensen. Andersen opnåede kun 117 stemmer imod gårdejer Peder Christiansen, som fik 147, men året efter fik Christiansen 239 stemmer og Andersen 267. Morten Andersen var 1853-57 en af Folketingets sekretærer og var 1854-55 medlem af udvalget angående hovedlandeveje i Jylland. Han blev også valgt ved de fire efterfølgende valg, men stillede ikke op i 1858, da han var flyttet fra valgkredsen.
Ved valget 18. oktober 1866 blev han imidlertid valgt til Landstinget for 9. kreds, hvor han var en af kun få Venstremænd. Han blev genvalgt 1874 og sad indtil 30. september 1882. På tinge indgik han i oppositionen uden at gøre så meget væsen af sig undtagen på skoleområdet, hvor han deltog i debatten som seminariernes forsvarer og var en god taler. Han var 1867-69 medlem af fællesudvalget om værnepligt, 1866-67 af udvalget ang. skolelærereksamen, 1869-70 af udvalget om brændevinshandel på landet og om fæstes overgang til selveje. Han var også i dette ting en af sekretærerne nemlig i årene 1868-69.